# Sucre (Sucre)
Sucre ist eine Gemeinde (municipio) im Departamento Sucre in Kolumbien. 

## Geographie
Sucre liegt im Süden von Sucre, in der Subregion La Mojana auf einer Höhe von 20 m ü. NN in der als Depresión Momposina bekannten Tiefebene, die durch die vielen Feuchtgebiete geprägt ist. Sucre liegt 170 km von Sincelejo entfernt. Die Gemeinde grenzt im Nordosten an Magangué im Departamento de Bolívar, im Südosten an Achí in Bolívar, im Süden an Majagual und im Westen an San Benito Abad.

## Bevölkerung
Die Gemeinde Sucre hat 22.480 Einwohner, von denen 8961 im städtischen Teil (cabecera municipal) der Gemeinde leben (Stand: 2019).

## Geschichte
Auf dem Gebiet des heutigen Sucre lebte bei der Ankunft der Spanier das indigene Volk der Zenú. An der Stelle einer indigenen Siedlung etablierte um 1700 Jerónimo de Bombatí unter dem Namen Boca de Atajo, später Boca de Granadina, einen neuen Ort. In der Folge begann die Mestizisierung der Region. Sucre hat seit 1910 den Status einer Gemeinde. Nach dem Bau eines Kanals zwischen dem Río Cauca und dem Caño Mojana 1938 vermehrten sich die Überschwemmungen des Gebietes, weswegen viele Bewohner wegzogen.

## Wirtschaft
Traditionell war Zuckerrohr das wichtigste Anbauprodukt von Sucre, das aber aufgrund der vermehrten Überschwemmungen zurückging. Zur Blütezeit des Zuckerrohrs entstand zudem eine Industrie, die in der Folge aber wieder verschwand. Heute wird insbesondere Reis angebaut.

## Infrastruktur
Die Straßen der Gemeinde befinden sich in einem schlechten Zustand. Wichtig ist der Transport auf dem Wasserweg über die vielen Flüsse, Kanäle, Feucht- und Überschwemmungsgebiete, der Sucre insbesondere mit Magangué verbindet.